# 33677 Truell
1999 JR102 (asteroide 33677) é um asteroide da cintura principal. Possui uma excentricidade de 0.07218320 e uma inclinação de 7.17112º.
Este asteroide foi descoberto no dia 13 de maio de 1999 por LINEAR em Socorro.